# Émile Peigné
Émile Louis Mathieu Peigné est un homme politique français né le 21 septembre 1862 à Terminiers (Eure-et-Loir) et mort le 18 septembre 1929 à Bonneval (Eure-et-Loir).

## Biographie
Apiculteur, il est maire de Bonneval et conseiller général de ce canton de 1919 à 1929. Il est député d'Eure-et-Loir de 1924 à 1929, inscrit au groupe radical et radical-socialiste.

## Sources
- « Émile Peigné », dans le Dictionnaire des parlementaires français (1889-1940), sous la direction de Jean Jolly, PUF, 1960 [détail de l’édition]